# 우주의 종말
우주의 종말(宇宙의終末, 영어: Ultimate fate of the universe)은 천체 물리학에서, 우주의 마지막 단계에 대한 논의다. 다양한 과학이론을 통해 다양한 종말이 예상되고 있고, 우주의 수명도 유한과 무한 모두 제시되어있다.
우주는 대폭발에서 시작되었다는 빅뱅 우주론은 많은 과학자들의 지지를 받고있다. 우주의 종말은 우주의 질량과 에너지의 비율, 우주의 평균 밀도, 우주의 팽창률과 같은 물리적 성질에 영향을 받는다.

## 우주의 종말에 대한 몇 가지 이론
20세기 초반까지만 하더라도 정상 우주론이 주류였다. 그러나 1920년대에 허블이 우주가 팽창한다는 것을 발견하여, 우주의 시작과 끝이 과학적 연구의 중요한 대상이 되었다.
우주의 시작에 대한 주요 이론은 대폭발 우주론이다. 우주의 종말에 대한 이론은 크게 세 개로 나눌 수 있다.
종말은 없다.
현재의 관측결과와 달리, 우주는 현재 상태 그대로 영원히 존재한다.
정상 우주론
우주의 팽창, 수축이 영원히 반복된다.
빅 바운스
영원히 죽음을 맞는다.
우주 자체의 종말은 아니지만, 우주 내부의 모든 존재가 영원한 평형 상태에 도달한다.
열죽음, 빅 립, 빅 프리즈
언젠가 중력이 우주의 팽창을 극복하고 우주는 수축한다.
빅 크런치
일시적으로 죽음을 맞이한다.
대폭발과 빅 크런치가 영원히 계속된다.
현대의 이론은 일반 상대성 이론을 바탕으로 하고있다. 위의 이론들은 대부분 일반 상대성 이론적 방정식의 결과이며, 우주의 평균 밀도와 우주상수의 값과 같은 매개변수만 다르다. 로저 펜로즈의 등각순환우주론에서는 빅 크런치 없는 영구적인 순환을 주장하기도 한다.

## 두 종류의 종말
공간의 곡률이 0이거나 음수인 열린 우주와, 곡률이 양수인 닫힌 우주에서 우주의 종말은 크게 달라진다.

### 열린 우주
열린 우주는 영원히 팽창하면서 열사를 맞이한다. 이러한 우주 모델에서 먼 미래에 일어나는 현상을 시간순서대로 정확히 예측하는 것은 어렵지만, 다음과 같은 현상이 일어날 것으로 예측된다. 

#### 항성 형성 정지
현재 우주의 물질 중, 양성자와 중성자 등의 중입자의 대부분은 천체, 특히 항성과 성간물질의 형태로 존재하고있다.
항성은 시간이 흐름에 따라 진화한다. 가벼운 항성은 백색왜성으로 일생을 마무리한다. 무거운 항성은 초신성 폭발로 물질의 대부분을 방출하여 성간물질로 돌아가며, 방출되지 않은 부분은 질량에 따라 중성자성이나 항성 블랙홀이 된다. 성간물질의 밀도가 높아지면 다시 항성이 형성된다.
이렇게 중입자는 재활용되지만, 항성 진화 과정에서 백색왜성, 중성자성, 항성 블랙홀 등의 밀집성의 형태로 고정되는 질량이 있기 때문에, 시간이 지날수록 재활용되는 중입자의 양은 점차 줄어 성간물질이 고갈될 것이며, 그에 따라 새로운 항성 형성이 일어나지 않게 된다.
항성 형성이 정지되기까지는 1014년 정도가 소요될 것으로 추정된다.
항성형성이 정지될 경우, 우주에는 가시광선을 방출하는 천체가 점차 감소하게 된다. 그리하여 이 시기의 우주에서는 주로 식어가는 밀집성의 열에 의해 방출되는 적외선과 전파가 관측될 것이다.

#### 블랙홀의 성장
은하 하나에서 초신성 폭발은 100년에 한 번 꼴로 일어나며, 여기에서 하나의 은하에 약 108개 정도의 항성 블랙홀이 있을 것으로 추측할 수 있다. 또한 많은 은하의 중심에는 초대질량 블랙홀이라는 거대한 질량의 블랙홀이 존재한다는 것이 밝혀졌다.
블랙홀은 주위의 물질을 흡수하며 성장한다. 그리고 질량이 큰 천체는 계의 중심으로 모이는 경향이 있다. 블랙홀이 성장하면서 은하의 중심을 향해 모여들어 결합하여 더욱 커지게 된다. 결국에는 은하 중심의 초대질량 블랙홀이 은하 전체의 질량을 모두 흡수하게 된다. 이러한 상태에 이르기까지는 1030년 정도가 소요될 것으로 추정된다.
물질을 흡수하면서 성장하는 블랙홀의 주위에는 강착원반이 형성된다. 강착원반은 X선이나 감마선을 방출하는데, 이 시기의 우주에는 이러한 X선과 감마선만이 관측된다.
블랙홀로 인해 최대한 결합할 수 있는 것은 하나의 은하단 규모다. 그보다 더 큰 구조는 중력보다 우주의 팽창에 의해 멀어지는 속도가 빨라 결합할 수 없다. 따라서 블랙홀의 성장과정은 블랙홀의 질량이 은하단의 규모가 될 때 그치며, 그 후에는 이러한 초거대 블랙홀들이 우주에 흩어져 서로 멀어지게 된다. 마침내는 서로 멀어지는 속도가 광속을 넘어서서, 영원히 서로를 볼 수 없게 된다.

#### 블랙홀의 증발
블랙홀의 온도가 외계보다 높은 경우 열복사를 하며 질량을 잃어 증발하게 된다. 이것을 호킹 복사라고 하는데, 현재의 우주 온도인 2.7K에서는 달 질량 정도의 작은 블랙홀만 증발하게 된다. 하지만 우주가 팽창하여 우주의 온도가 60nK까지 내려갈 경우, 질량이 항성 정도인 블랙홀도 증발한다. 온도가 10-19K까지 내려갈 경우 질량이 은하 규모인 블랙홀도 증발하기 시작한다.
은하 규모의 거대한 블랙홀이 증발하기 시작하기 위해서는 우주의 크기가 지금의 1019배 정도가 되어야하며, 거기까지 걸리는 시간은 약 7300억년 정도로 추정된다.
블랙홀이 증발하기 시작하더라도, 블랙홀이 완전히 증발하기까지는 오랜 시간이 걸린다. 질량이 태양 정도인 블랙홀의 증발시간은 약 1067년이다. 증발에 걸리는 시간은 블랙홀의 질량의 3제곱에 비례하기 때문에, 은하 규모의 블랙홀이 완전히 증발하기까지는 약 10100년이 소요된다.

#### 방사선만 존재하는 우주
블랙홀이 모두 증발한 뒤, 블랙홀이 증발하면서 방출한 광자만이 우주를 채우게 된다. 이 시기의 우주는 절대 영도에 무한히 가깝기 때문에, 광자의 에너지는 아주 낮다. 따라서 물질입자가 생성되는 것은 불가능하다. 오로지 방사선만이 존재하는 우주가 기하급수적으로 팽창하며, 절대 영도에 무한히 가깝게 냉각된다.
이 극저온 상태를 빅 프리즈 혹은 빅 칠이라 부른다. 이것은 엔트로피 증가와는 다른 물리적 과정의 결과로 나타난 것이며, 엔트로피 증가에 의해 발생하는 열사와는 다른 상황이다.

#### 양성자 붕괴
대통일이론에 따르면, 중입자의 대부분을 차지하는 양성자도 붕괴하게 된다. 하지만 양성자의 수명은 적어도 1033년 이상이 될 것으로 예상된다. 따라서 양성자는 붕괴하기 이전에 대부분이 블랙홀에 흡수된다.

### 닫힌 우주
닫힌 우주에서는 팽창속도가 점차 감소하게 되며, 곧 우주가 수축하게 되어 빅 크런치를 맞게 된다.

### 포지트로늄
우주의 마지막 단계에서 우주는 한동안 전자와 양전자가 서로의 궤도를 돌고 있는 포지트로늄으로 차게 된다. 그러나 그마저 매우 먼 거리에 떨어져 있어서 서로 영향을 미치기 힘들다.

## 최근의 우주론의 영향

### 급팽창
급팽창 이론에 따르면, 급팽창 이전의 곡률이 어떠하든, 급팽창 이후의 곡률은 거의 0이다. 즉, 우주는 거의 평탄하다. 평탄한 우주는 열려있기 때문에, 우주는 열사를 맞이할 것으로 예상된다.

### 암흑물질발견
기존의 관측에서는 우주의 밀도는 우주를 평탄하게 하기 부족했다. 따라서 급팽창 이론이 예상한 평탄한 우주는 관측결과만이 뒷받침하고 있었다. 하지만 암흑물질의 간접적인 관측결과가 쌓인 결과, 우주의 밀도가 예상치가 크게 늘어 우주가 평탄할 것으로 예상되었다.

### 가속 팽창 발견
이전까지는 우주 상수가 0일 것으로 가정되었다. 하지만 WMAP 등의 관측에 의해 우주가 가속팽창하고 있을 가능성이 제기되었다.
2003년에 우주는 모든 물리적 결합이 풀려버리는 빅 립으로 끝난다는 논문이 발표되었다. 이 가설에 따르면 우주 상수가 시간에 따라 증가하여, 강력한 가속팽창에 의해 모든 물리적 구조가 입자단위까지 찢어지게 된다. 그리하여 우주는 영원히 가속 팽창되면서 입자만으로 이루어지게 된다.

## 우주 미래 시나리오

### 225,000,000년 후
태양은 하나의 은하년을 완성함. 은하년은 우주의 연도이며 은하를 중심으로 태양계가 한 번 공전하는 시간임.

### 600,000,000년 후
지구에서는 더 이상 일식을 관찰할 수 없게 됨. 조석력의 가속도 때문에 지구에서 달 까지의 거리는 매년 약 3.8cm씩 증가함. 6억년 후에는 거리가 약 23,000km로 증가함. 동시에 태양은 상당한 양으로 대형화되고 있음.

### 750,000,000년 후
궁수자리 왜소은하는 은하수 은하에 종속됨. 이제는 은하수 은하에서 관찰 가능.

### 3,800,000,000년 후
안드로메다 은하와 우리 은하가 합쳐져 거대한 은하, 즉 밀코메다가 탄생함. 

### 100,000,000,000년 후
처녀자리 초은하단이 뭉치기 시작함. 똘똘 뭉친 처녀자리 초은하단은 하나의 거대한 은하를 형성함.

### 1,000,000,000,000년 후
많은 은하에서 별들의 형성이 줄어듬. 상당수 부분의 은하가 사라지고, 별 형성에 중요한 가스 구름들이 고갈됨.

### 2,000,000,000,000년 후
초은하단 너머의 은하들은 관찰 불가능. 암흑 에너지가 우주 팽창을 가속화 함.

### 20,000,000,000,000년 후
적색왜성이 죽기 시작함. 우리 은하에서 가장 오래 살았던 적색왜성이 사라지기 시작함. 적색왜성의 죽음 뒤에는 흑색왜성들이 남음. 흑색왜성 들은 소량의 방사능을 분출함.

### 100,000,000,000,000년 후
이젠 우주에서 별들이 사라지고 있음. 남은 유일한 별의 질량 개체는 백색왜성, 중성자별과 블랙홀 뿐임. 갈색왜성은 아직 남아있음. 대부분의 별은 블랙홀로 빨려들어감.

### 10,000,000,000,000,000,000,000,000,000,000,000,000년 후
중성자별, 백색왜성, 블랙홀은 현재 유일하게 남아있는 개체임.

### 10,000,000,000,000,000,000,000,000,000,000,000,000,000,000,000,000,000,000,000,000,000,000,000,000,000,000,000,000,000,000,000,000,000년 후
오직 블랙홀과 아원자입자 만이 남음. 우주의 개개 입자들은 엄청난 확장 속도로 인해 산산히 쪼개짐. 블랙홀 역시 호킹복사로 증발하게 됨.

### 10,000,000,000,000,000,000,000,000,000,000,000,000,000,000,000,000,000,000,000,000,000,000,000,000,000,000,000,000,000,000,000,000,000,000,000,000년 후
마지막 남은 블랙홀이 증발하게 됨. 이 시점에서 우주는 광자, 중성자, 전자와 양성자로 구성되어 있음. 이들 사이에 어떠한 상호작용도 없으므로 본질적으로 우주는 죽었다고 할 수 있음.

## 같이 보기
- 대폭발
- 빅 크런치
- 급팽창 이론